# Cantone di Saint-Genix-sur-Guiers
Il Cantone di Saint-Genix-sur-Guiers era una divisione amministrativa dell'arrondissement di Chambéry.
È stato soppresso a seguito della riforma complessiva dei cantoni del 2014, che è entrata in vigore con le elezioni dipartimentali del 2015.
Comprendeva i comuni di:
- Avressieux
- Champagneux
- Gerbaix
- Gresin
- Marcieux
- Novalaise
- Rochefort
- Sainte-Marie-d'Alvey
- Saint-Genix-sur-Guiers
- Saint-Maurice-de-Rotherens